# Lars Jensen (politiker, 1833-1897)
 For alternative betydninger, se Lars Jensen. (Se også artikler, som begynder med Lars Jensen)
Lars Jensen (født 4. juni 1833 i Øster Hedegård vest for Brønderslev, død 15. marts 1897 i Vester Hjermitslev) var en dansk bødker og politiker. Jensen drev et bødkerværksted med 4-5 svende tæt på Vester Hjermitslev. Han nedlagde værkstedet i 1877 og åbnede i stedet en købmandsbutik. Han blev valgt til Folketinget i Hjørring Amts 5. valgkreds (Halvrimmenkredsen) i juni 1866. Han stillede op som modstander af Grundloven af 1866 og vandt over tilhængeren og kredsens hidtidige folketingsmand, Søren Pedersen. Jensen forblev i Folketinget indtil han tabte folketingsvalget 1869 til J.P. Jensen.